# کارما (ترانه آلما)
«کارما» (به انگلیسی: Karma) ترانه‌ای از خواننده-ترانه‌پرداز فنلاندی آلما می‌باشد که در ۳ ژوئن سال ۲۰۱۶ به‌عنوان تک‌آهنگ اصلی نخستین آلبوم چندآهنگهٔ وی تحت عنوان موهامو رنگ می‌کنم (۲۰۱۶) منتشر گردید.